# The Vampire Lovers
The Vampire Lovers (conocida como Las amantes vampiro en España y Argentina y Amores de vampiros en México) es la primera película de la trilogía de los Karnstein basada en el relato Carmilla, la mujer-vampiro, creado por el escritor Sheridan Le Fanu.
Esta versión de la Hammer Productions introdujo el erotismo y el lesbianismo en sus historias vampíricas, un filón que seguiría siendo explotado en los siguientes filmes del género.
Basada en Carmilla de Sheridan le Fanu, incluida en su obra In a Glass Darkly. Adaptada por Harry Fine. Carmilla es un vampiro bastante alejado de la figura de Drácula: pasea a la luz del día (eso sí, por la sombra), come y bebe como cualquier persona, no necesita acudir diariamente a la tumba y posee la capacidad de desintegrarse.
The Vampire Lovers es la película que marca el inicio de la decadencia de la Hammer, causada por varias razones: la necesidad de buscar novedades en las tramas de unas películas que tenían como protagonistas a unos personajes bastante agotados, la reducción drástica de presupuestos en clara relación con el descenso de recaudaciones y el hecho de que otros países europeos (Alemania, Italia, España, a menudo en coproducción) empezaron a producir en masa producciones baratas, pero rentables, del género. Estas películas tenían presupuestos ridículos, pero conseguían buenas recaudaciones porque tenían más sangre y, sobre todo, más sexo que las de la Hammer; así pues la productora inglesa no quiso quedarse atrás.